# Le Diabolique Docteur Mabuse
Série
Échec à la brigade criminelle
(1962)
Pour plus de détails, voir Fiche technique et Distribution.
Le Diabolique Docteur Mabuse (en France) ou Les Mille Yeux du docteur Mabuse (en Belgique, traduction littérale du titre original : Die 1000 Augen des Dr. Mabuse) est le dernier film réalisé par Fritz Lang, sorti en 1960. Il s'agit du troisième épisode des méfaits du Docteur Mabuse, un personnage créé par Norbert Jacques que le cinéaste avait déjà adapté dans deux précédents films en 1922 et 1933. L'histoire adapte le roman de Jan Fethke, Mr. Tot aĉetas mil okulojn originellement écrit en espéranto et publié en 1931, en la transposant dans le monde de 1960.

## Synopsis
Un journaliste est tué dans sa voiture sur la route de son travail. Le commissaire Kras apprend de son informateur Cornelius, aveugle mais voyant, qu'il voit le crime mais pas son coupable. Pendant ce temps, Henry Travers, riche industriel américain, s'installe à l'hôtel Luxor, aménagé par les nazis pendant la Seconde Guerre mondiale pour pouvoir espionner les chambres. Il y rencontre Marion Menil, femme dépressive qu'il sauve du suicide, menacée par son mari jaloux. Hieronymus B. Mistelzweig, supposé agent d'assurances, qui passe ses journées à l'hôtel pour trouver des clients, semble toujours aux aguets et pourrait être le coupable idéal des tentatives de meurtre qui se succèdent. Il y a aussi un inquiétant médecin psychiatre, un détective d'hôtel corrompu et un berger allemand futé. Ces différents personnages qui tous mentent sauf l'Américain vont finir par mener Kras sur la piste du Dr Mabuse, disparu depuis longtemps.

## Fiche technique
- Titre original : Die 1000 Augen des Dr. Mabuse
- Titre français : Le Diabolique Docteur Mabuse
- Titre en Belgique : Les 1000 Yeux du docteur Mabuse
- Réalisation : Fritz Lang
- Scénario : Jan Fethke, Norbert Jacques, Fritz Lang, Heinz Oskar Wuttig
- Photographie : Karl Löb
- Montage : Walter Wischniewsky, Waltraut Wischniewsky
- Musique : Gerhard Becker, Bert Grund
- Production : Artur Brauner, Fritz Lang
- Pays d'origine :  Allemagne de l'Ouest,  France,  Italie
- Langue : allemand
- Genre : thriller
- Durée : 105 minutes
- Dates de sortie :
  - République fédérale d'Allemagne : 14 septembre 1960
  - France : 20 juin 1961

## Distribution
- Peter Van Eyck (VF : lui-même) : Henry B. Travers, l'industriel
- Dawn Addams (VF : elle-même) : Marion Menil
- Wolfgang Preiss : Prof. Dr. S. Jordan (VF : Paul-Émile Deiber) / Peter Cornelius, le devin (VF : Yves Brainville) / Dr. Mabuse
- Gert Fröbe (VF : André Valmy) : Commissaire Kras
- Werner Peters (VF : Robert Marcy) : Hieronymus B. Mistelzweig, l'assureur
- Reinhard Kolldehoff (VF : René Arrieu) : Roberto Menil alias 'Klumpfuß', le mari de Marion
- Andrea Checchi (VF : Raymond Loyer) : Hoteldetektiv Berg
- Howard Vernon (VF : lui-même) : No. 12
- Nico Pepe (VF : Jean-Henri Chambois) : le directeur de l'Hôtel
- Albert Bessler (VF : Gérard Férat) : l'ingénieur de l'Hôtel
- Werner Buttler (VF : Michel Piccoli) : No. 11
- Christiane Maybach (VF : Denise Bosc) : la jolie blonde
- Bruno W. Pantel (VF : William Sabatier) : un reporter

## Docteur Mabuse
Le personnage créé par Norbert Jacques a fait l'objet de nombreux films :
- Fritz Lang
  - 1922 : Docteur Mabuse le joueur (Doktor Mabuse, der Spieler)
  - 1933 : Le Testament du docteur Mabuse (Das Testament des Docktor Mabuse)

- Harald Reinl
  - 1961 : Le Retour du docteur Mabuse  (Im Stahlnetz des Dr. Mabuse)
  - 1962 : L'Invisible Docteur Mabuse (Die Unsichtbaren Krallen des Dr. Mabuse)

- Autres
  - 1962 : Le Testament du docteur Mabuse (Das Testament des Docktor Mabuse) de Werner Klingler (remake du Fritz Lang de 1933 avec Gert Fröbe qui reprend son rôle de commissaire du film de 1960)
  - 1964 : Mabuse attaque Scotland Yard (Scotland Yard jagt Dr. Mabuse) de Paul May
  - 1964 : Docteur Mabuse et le rayon de la mort (Die Todesstrahlen des Dr. Mabuse) d'Hugo Fregonese
  - 1972 : La Vengeance du docteur Mabuse (La Venganza del doctor Mabuse) de Jesús Franco
  - 1990 : Docteur M de Claude Chabrol